# Federico III d'Assia-Homburg
Federico III d'Assia-Homburg (Cölln, 19 maggio 1673 – 's-Hertogenbosch, 8 giugno 1746) fu langravio d'Assia-Homburg dal 1708 al 1746.

## Biografia
Federico III era figlio di Federico II d'Assia-Homburg e di Luisa Elisabetta di Curlandia.
Sin dalla propria giovinezza intraprese la carriera militare (seguendo l'esempio dei propri antenati e costituendo un modello anche per i suoi successori), concentrandosi in particolare nel sostegno all'esercito olandese di cui fu generale di cavalleria.
Federico III succedette al padre sul trono d'Assia-Homburg alla morte di questi, nel 1708 e rimase in carica per quasi quarant'anni.
Alla sua morte, avvenuta nel 1746, venne sepolto nella cripta del castello di Homburg.
Essendo egli morto senza figli, la reggenza passò al nipote Federico IV, figlio di Casimiro Guglielmo, figlio a sua volta di Federico II e fratello minore di Federico III.

## Matrimonio e figli
Il 24 febbraio 1700 a Butzbach, Federico III sposò in prime nozze la langravia Elisabetta Dorotea d'Assia-Darmstadt, figlia di Luigi VI d'Assia-Darmstadt, dalla quale ebbe i seguenti eredi:
- Una figlia di cui non ci è giunto il nome (nata e morta nel 1700);
- Federica Dorotea Sofia Ernestina (1701-1704);
- Federico Guglielmo Luigi (1702-1703);
- Luisa Guglielmina Eleonora Francesca (1703-1704);
- Ludovico Guglielmo Giovanni Gruno (1705-1745), sposò la principessa Anastasija Ivanovna Trubeckaja;
- Giovanni Carlo (1706-1728);
- Ernestina Luisa Dorotea Carlotta (nata e morta nel 1707);
- Un figlio di cui non ci è giunto il nome (nato e morto nel 1713);
- Un figlio di cui non ci è giunto il nome (?-?);
- Federico Ulrico Luigi Filippo (nato e morto nel 1721).

Alla morte della prima moglie, nel 1721, si risposò con la contessa Cristiana Carlotta di Nassau-Sarrebrücken-Ottweiler, dalla quale però non ebbe figli.

## Ascendenza
|                                                  |                       |                                                | Genitori                                |  |  | Nonni |  |  | Bisnonni                       |  |  | Trisnonni             |  |
|                                                  |                       |                                                |                                         |  |  |       |  |  | 8. Giorgio I d'Assia-Darmstadt |  |  | 16. Filippo I d'Assia |  |
|                                                  |                       |                                                |                                         |  |  |       |  |  | 8. Giorgio I d'Assia-Darmstadt |  |  | 16. Filippo I d'Assia |  |
|                                                  |                       | 17. Cristina di Sassonia                       |                                         |  |  |       |  |  | 8. Giorgio I d'Assia-Darmstadt |  |  |                       |  |
| 4. Federico I d'Assia-Homburg                    |                       |                                                |                                         |  |  |       |  |  | 8. Giorgio I d'Assia-Darmstadt |  |  |                       |  |
|                                                  |                       | 9. Maddalena di Lippe                          | 18. Bernardo VIII di Lippe              |  |  |       |  |  |                                |  |  |                       |  |
|                                                  |                       | 9. Maddalena di Lippe                          | 18. Bernardo VIII di Lippe              |  |  |       |  |  |                                |  |  |                       |  |
|                                                  |                       | 9. Maddalena di Lippe                          | 19. Caterina di Waldeck-Eisenberg       |  |  |       |  |  |                                |  |  |                       |  |
| 2. Federico II d'Assia-Homburg                   |                       | 9. Maddalena di Lippe                          |                                         |  |  |       |  |  |                                |  |  |                       |  |
|                                                  |                       | 10. Cristoforo di Leiningen-Westerburg         | 20. Giorgio I di Leiningen-Westerburg   |  |  |       |  |  |                                |  |  |                       |  |
|                                                  |                       | 10. Cristoforo di Leiningen-Westerburg         | 20. Giorgio I di Leiningen-Westerburg   |  |  |       |  |  |                                |  |  |                       |  |
|                                                  |                       | 10. Cristoforo di Leiningen-Westerburg         | 21. Margherita di Isenburg-Büdingen     |  |  |       |  |  |                                |  |  |                       |  |
| 5. Margherita Elisabetta di Leiningen-Westerburg |                       | 10. Cristoforo di Leiningen-Westerburg         |                                         |  |  |       |  |  |                                |  |  |                       |  |
|                                                  |                       | 11. Anna Maria Ungnad                          | 22. Federico Simone Ungnad              |  |  |       |  |  |                                |  |  |                       |  |
|                                                  |                       | 11. Anna Maria Ungnad                          | 22. Federico Simone Ungnad              |  |  |       |  |  |                                |  |  |                       |  |
|                                                  |                       | 11. Anna Maria Ungnad                          | 23. Caterina di Plesse                  |  |  |       |  |  |                                |  |  |                       |  |
| 1. Federico III d'Assia-Homburg                  |                       | 11. Anna Maria Ungnad                          |                                         |  |  |       |  |  |                                |  |  |                       |  |
|                                                  | 12. Guglielmo Kettler | 24. Gottardo Kettler                           |                                         |  |  |       |  |  |                                |  |  |                       |  |
|                                                  | 12. Guglielmo Kettler | 24. Gottardo Kettler                           |                                         |  |  |       |  |  |                                |  |  |                       |  |
|                                                  | 12. Guglielmo Kettler | 25. Anna di Meclemburgo                        |                                         |  |  |       |  |  |                                |  |  |                       |  |
| 6. Giacomo Kettler                               | 12. Guglielmo Kettler |                                                |                                         |  |  |       |  |  |                                |  |  |                       |  |
|                                                  |                       | 13. Sofia di Prussia                           | 26. Alberto Federico di Prussia         |  |  |       |  |  |                                |  |  |                       |  |
|                                                  |                       | 13. Sofia di Prussia                           | 26. Alberto Federico di Prussia         |  |  |       |  |  |                                |  |  |                       |  |
|                                                  |                       | 13. Sofia di Prussia                           | 27. Maria Eleonora di Jülich-Kleve-Berg |  |  |       |  |  |                                |  |  |                       |  |
| 3. Luisa Elisabetta di Curlandia                 |                       | 13. Sofia di Prussia                           |                                         |  |  |       |  |  |                                |  |  |                       |  |
|                                                  |                       | 14. Giorgio Guglielmo di Brandeburgo           | 28. Giovanni Sigismondo di Brandeburgo  |  |  |       |  |  |                                |  |  |                       |  |
|                                                  |                       | 14. Giorgio Guglielmo di Brandeburgo           | 28. Giovanni Sigismondo di Brandeburgo  |  |  |       |  |  |                                |  |  |                       |  |
|                                                  |                       | 14. Giorgio Guglielmo di Brandeburgo           | 29. Anna di Prussia                     |  |  |       |  |  |                                |  |  |                       |  |
| 7. Luisa Carlotta di Brandeburgo                 |                       | 14. Giorgio Guglielmo di Brandeburgo           |                                         |  |  |       |  |  |                                |  |  |                       |  |
|                                                  |                       | 15. Elisabetta Carlotta del Palatinato-Simmern | 30. Federico IV del Palatinato          |  |  |       |  |  |                                |  |  |                       |  |
|                                                  |                       | 15. Elisabetta Carlotta del Palatinato-Simmern | 30. Federico IV del Palatinato          |  |  |       |  |  |                                |  |  |                       |  |
|                                                  |                       | 15. Elisabetta Carlotta del Palatinato-Simmern | 31. Luisa Giuliana di Nassau            |  |  |       |  |  |                                |  |  |                       |  |
|                                                  |                       | 15. Elisabetta Carlotta del Palatinato-Simmern |                                         |  |  |       |  |  |                                |  |  |                       |  |